# Guerre civile de Bougainville
La guerre civile de Bougainville, ou conflit de Bougainville, est un conflit armé qui s'est produit du 1er décembre 1988 au 20 avril 1998 dans la province de Salomon du Nord de Papouasie-Nouvelle-Guinée entre l'armée gouvernementale et l'armée révolutionnaire de Bougainville (ARB) ainsi qu'entre cette dernière et d'autres forces sécessionnistes. Le conflit prend de l'ampleur au point de devenir le plus meurtrier en Océanie depuis la seconde guerre mondiale, avec entre 15 000 et 20 000 victimes
Un cessez le feu en 1998 suivi d'un accord de paix conclu en 2001 met fin aux hostilités. Une Région autonome de Bougainville dotée d'une assemblée et d'un gouvernement autonome est mise en place, tandis qu'un référendum d'autodétermination a lieu le 23 novembre 2019 et résulte en un écrasant "oui" pour l'indépendance. Il s'ensuit une phase de consultation entre les représentants de la région et ceux du pouvoir central qui aboutit le 7 juillet 2021 à la conclusion d'un accord pour une indépendance de Bougainville en 2027.

## Histoire
L'île de Bougainville et les petites îles à proximité, dans l'ouest de l'Océanie, sont peuplées de Papous depuis 28 000 ans, rejoints par des migrants austronésiens il y a quelque 3 500 ans. Elles sont colonisées en 1885 par la Compagnie de Nouvelle-Guinée, pour le compte de l'Empire allemand. Les missionnaires y débutent le processus de christianisation en 1902. À l'issue de la Première Guerre mondiale, qui marque la disparition de l'empire colonial allemand, Bougainville passe sous souveraineté australienne, et est rattachée au Territoire de Nouvelle-Guinée. Au début des années 1970, la compagnie australienne Bougainville Copper entame l'exploitation d'une gigantesque mine de cuivre à Panguna, qui devient la plus grande mine de cuivre à ciel ouvert du monde. Les habitants protestent, à la fois contre les dégâts environnementaux qui en résultent, et contre le peu de retombées économiques pour la population locale. En 1975, la Papouasie-Nouvelle-Guinée obtient son indépendance, ce nouvel État incluant Bougainville, dont les ressources minières sont jugées cruciales pour l'économie du pays. Un mouvement sécessionniste déclare brièvement l'indépendance de Bougainville, de septembre 1975 à août 1976, avant de réintégrer la Papouasie-Nouvelle-Guinée.
En 1988, les griefs liés à l'exploitation minière amènent Francis Ona et Pepetua Serero (en) à lancer un mouvement de résistance armé : l'Armée révolutionnaire de Bougainville (BRA). La mine est contrainte de fermer l'année suivante. La BRA proclame l'indépendance de Bougainville, se dotant d'un « gouvernement par intérim », dirigé par Francis Ona et Joseph Kabui. Les forces armées de Papouasie-Nouvelle-Guinée investissent le territoire, et imposent un blocus sur l'île : c'est la guerre civile, à la fois entre la BRA et l'armée papou-néo-guinéenne et entre la BRA et des Bougainvillais qui lui sont opposés. Des parties de l'île sont en proie à des groupes criminels armés. Les diverses factions commettent des exactions et des violations des droits de l'homme, notamment contre des civils. La décennie de violences fait près de 20 000 morts.
À partir de 1997, la Nouvelle-Zélande exerce un rôle de médiateur, qui aboutit à un accord de paix le 30 août 2001. L'accord prévoit que Bougainville demeure pour l'heure partie constituante de la Papouasie-Nouvelle-Guinée, mais avec une autonomie fortement accrue, et avec la tenue d'un référendum d'indépendance devant avoir lieu avant 2020. Francis Ona et une faction minoritaire de la BRA refuse l'accord. Ona se déclare « roi de Bougainville » en 2004, mais vit caché et ignoré. Il décède de la malaria en 2005, peu après la tenue d'élections qui mettent en place les institutions de la nouvelle Région autonome de Bougainville : une Chambre des représentants et un gouvernement dirigé par un président. Joseph Kabui, ancien commandant de la BRA, devient le premier président de Bougainville, jusqu'à son décès d'une crise cardiaque en juin 2008. La Région autonome a le contrôle de la mine de Panguna, qui n'est toutefois pas rouverte ; l'accord de paix stipule notamment que les terres et les ressources appartiennent aux populations locales, et les négociations s'avèrent difficiles.

## Institutions de la Région autonome

Drapeau de la Région autonome de Bougainville.

De par sa constitution adoptée en 2004, la Région autonome de Bougainville est dirigée par une Chambre des représentants (corps législatif) de trente-et-un membres, élue au suffrage universel, et par un Conseil exécutif de quatorze membres, principalement choisis parmi les députés. Le président, membre du Conseil exécutif, est élu au suffrage universel, et ne peut pas exercer plus de deux mandats. Les élections législatives et présidentielles ont lieu tous les cinq ans. John Momis a remporté les élections présidentielle de 2010 et de 2015, et Ishmael Toroama celle de 2020.
Chacune des provinces de Papouasie-Nouvelle-Guinée est dotée d'un gouverneur, élu au suffrage universel direct par la population de la province en même temps que les élections législatives nationales (tous les cinq ans), et siégeant ex officio au Parlement national de Papouasie-Nouvelle-Guinée. Bougainville étant la seule province à avoir le statut de « région autonome », elle est gouvernée en réalité par son président, son gouverneur la représentant auprès des instances nationales. Peter Tsiamalili Junior, gouverneur de Bougainville depuis 2021, décrit ainsi son rôle comme étant « un porte-parole du président » auprès du Parlement national, et si possible un coordinateur des députés des trois circonscriptions de Bougainville au Parlement national pour une meilleure promotion des intérêts de la région autonome auprès des instances nationales,,.

## Référendum
Un référendum d’autodétermination est organisé du 23 novembre au 7 décembre 2019. Légalement non contraignant, il doit être suivi d'un débat au Parlement de Papouasie-Nouvelle-Guinée, puis d'un vote sur sa ratification.
Les résultats donnent une écrasante majorité en faveur de l'indépendance, plus de 98 % des Bougainvillois s'étant rendus aux urnes ayant fait ce choix, pour une participation de plus de 87 %. Une phase de consultation aux contours encore indéterminés est prévue pour 2020 afin de trouver un accord entre les représentants de la région et ceux du pouvoir central.
Ishmael Toroama, l'un des commandants de l'Armée révolutionnaire et signataire de l'accord de paix de 2001, 
est élu président de Bougainville en 2020, avec pour tâche de négocier avec la Papouasie-Nouvelle-Guinée 
l'indépendance de Bougainville décidée par référendum. Les négociations finissent par la conclusion d'un accord le 7 juillet 2021. Celui ci prévoit l'indépendance effective de Bougainville en 2027, avec un échelonnement du processus sur plusieurs années afin de permettre à la Papouasie-Nouvelle Guinée de procéder à des amendements constitutionnels et à Bougainville de rédiger sa propre constitution.

## Commémorations
Le 17 mai, jour de la proclamation unilatérale d'indépendance par Francis Ona, est devenu à Bougainville le Jour du souvenir (Remembrance Day), un jour férié. Il prend la forme d'une cérémonie de commémoration des morts de la guerre civile - ceux de l'Armée révolutionnaire de Bougainville, décrits par le président Ishmael Toroama lors de la cérémonie de 2023 comme des héros « contraints de prendre les armes pour défendre leur foyer, leur peuple et leurs libertés face à des oppresseurs étrangers », mais aussi de commémorer les morts de la Force de Défense de Papouasie-Nouvelle-Guinée, les soldats que le président Toroama décrit comme ayant répondu aux « ordres du gouvernement national de combattre et de mourir pour une guerre qu'ils ne comprenaient pas ».